# Phaeobotryon cercidis
Phaeobotryon cercidis är en svampart som först beskrevs av Mordecai Cubitt Cooke, och fick sitt nu gällande namn av Theiss. & Syd. 1915. Phaeobotryon cercidis ingår i släktet Phaeobotryon och familjen Botryosphaeriaceae.   Inga underarter finns listade i Catalogue of Life.